# Соковнин, Владимир Борисович
Влади́мир Бори́сович Соковни́н (9 июня 1955, Москва, СССР) — советский и российский живописец, художник кино.
Академик РАХ (2012; член-корреспондент 2007). Народный художник РФ (2012). Член Союза художников СССР с 1985 года.

## Биография
Родился в семье художника-графика Соковнина Бориса Алексеевича и Соковниной Ирины Фёдоровны, инженера-экономиста студии Союзмультфильм. Брат отца, Соковнин Юрий Алексеевич, — заслуженный артист РФ, актёр Московского театра Сатиры (исполнитель роли пана Юрека в телевизионном «Кабачке „13 стульев“»).
После школы работал помощником режиссёра на Центральном Телевидении в телепередачах «Клуб кинопутешествий» (с В. А. Шнейдеровым) и «Кинопанорама» (с режиссёром К. Б. Марининой).
Окончил факультет прикладного искусства Московского текстильного института. Защитил диплом в качестве художника по костюмам фильма «Чародеи» (Одесская киностудия, 1982 г., режиссёр Константин Бромберг). Последней работой в кино стало производство совместно с Н. А. Журавлёвой ряда авторских костюмов для фильма «Кин-дза-дза!» (Мосфильм, 1985 г., режиссёр Георгий Данелия).
Продолжая работать художником кино, занимался живописью и участвовал в выставках Союза художников СССР. Несколько лет на Академической даче им. Репина обучался у выдающихся художников А. М. Грицая, С. П. и А. П. Ткачёвых, и А. П. Левитина. Наиболее известные картины того времени: триптих «Память» (1984 г., находится в Музее Великой Отечественной войны на Поклонной горе) и «Театр Революции» (1985 г., в собрании Союза художников России).
Этапной в творческой биографии художника можно считать работу над восстановлением живописного убранства Храма Христа Спасителя в Москве в 1998—2000 годы.
В 2000-е годы состоялось множество выставок в музеях и экспозиционных залах Китая.
Всего участвовал в более 150 профессиональных художественных выставках.
Основные произведения выполнены в жанре портрета, пейзажа, картины.

## Награды и звания
- 2001 — Орден Русской Православной Церкви преподобного Сергия Радонежского 3 степени. Награждён Патриархом Московским и всея Руси Алексием II за работу над воссозданием Храма Христа Спасителя[2]
- 2002 — Заслуженный художник Российской Федерации — за заслуги в области искусства[7][2]
- 2005 — Орден Русской Православной Церкви преподобного Сергия Радонежского 2 степени. Награждён Патриархом Московским и всея Руси Алексием II за возрождение святынь России[2]
- 2007 — Член-корреспондент Российской академии художеств[2]
- 2011 — Почётный профессор Китайской академии искусств
- 2012 — Действительный член Российской академии художеств[2]
- 2012 — Народный художник Российской Федерации — за большие заслуги в развитии отечественной культуры и изобразительного искусства, многолетнюю творческую деятельность[8]
- 2016 — Почётная грамота Президента Российской Федерации — за заслуги в развитии культуры, средств массовой информации и многолетнюю плодотворную работу[9]
- 2018 — Орден Дружбы — за заслуги в развитии отечественной культуры и искусства, многолетнюю плодотворную деятельность[10]
- 2025 — Орден «За заслуги в культуре и искусстве» — за вклад в развитие отечественной культуры и искусства, многолетнюю плодотворную деятельность[11].

## Работы в коллекциях
- Центральный музей Великой Отечественной войны на Поклонной горе, г. Москва
- Государственный Театральный музей им. А. А. Бахрушина, г. Москва
- Государственный Ярославский художественный музей, г. Ярославль
- Собрание Министерства культуры РФ, г. Москва
- Собрание Российской Академии Художеств, г. Москва
- Собрание Союза художников России
- Собрание Администрации Президента России, г. Москва
- Собрание Патриарха Московского и всея Руси, г. Москва
- Художественный музей Баоли, г. Пекин
- Музей Китайской академии искусств, г. Пекин
- Коллекция Белого Дома, США, г. Вашингтон
- Государственный художественный музей Индонезии, г. Джакарта
- Художественный музей Анголы, г. Луанда
- Государственный исторический музей г. Хива, Узбекистан
- Частные коллекции России, Франции, Германии, Голландии, Бельгии, Китая, США, Индонезии